# Jónas Hallgrímsson

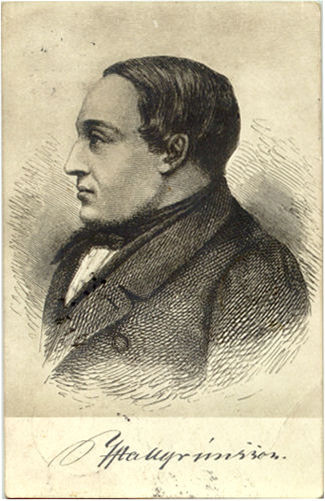
Portret van Jónas Hallgrímsson

Jónas Hallgrímsson (Hörgárbyggð, 16 november 1807 – Kopenhagen, 26 mei 1845) was een IJslandse dichter, auteur en natuurwetenschapper.
Hij was een van de stichtende leden van de IJslandse krant Fjölnir, die voor het eerst werd gepubliceerd in Kopenhagen in 1835. Het dagblad werd door Jónas Hallgrímsson en andere nationalistische dichters gebruikt om het nationale gevoel aan te wakkeren bij de IJslandse bevolking in de hoop dat dit zou resulteren in verzet tegen de Deense overheersers.
Jónas Hallgrímsson was een van de meest veelbelovende dichters van IJsland. Hij stierf in 1845 in Kopenhagen aan een bloedvergiftiging nadat hij geweigerd had om te worden opgenomen in het ziekenhuis na een beenbreuk.